# Jon Jost
Jon Jost (Chicago, 16 maggio 1943) è un regista statunitense indipendente.

## Biografia
Jon Jost trascorse la sua infanzia a seguito del padre militare, crescendo in varie località degli Stati Uniti, in Giappone, Italia e Germania. Ebbe un'adolescenza difficile: fu espulso dal suo college e scontò tre mesi in prigione per renitenza alla leva. Successivamente iniziò a realizzare come autodidatta dei cortometraggi. Divenne ben presto impegnato in attività politiche, partecipando alla creazione della sezione di Chicago di Newsreel, collettivo indipendente di produzione e distribuzione cinematografica, e alla Chicago Film Coop. Il suo primo lungometraggio, intitolato Speaking Directly,  fu realizzato nel 1974.

## Vita privata
Jost ha avuto una figlia, Clara, con la regista portoghese Teresa Villaverde; la bambina è stata oggetto di una controversia legata al film della Villaverde Acqua e sale.

## Filmografia
- Speaking Directly (1974)
- Angel City (1976)
- Chanaleon (1978)
- Tutti i Vermeer a New York (All the Vermeers in New York) (1990)
- Sure Fire (1990)
- The Bed You Sleep In (1993)
- Alla deriva (1993)
- Uno a te, uno a me, uno a Raffaele (1994)
- Oui non (2002)
- La lunga ombra (2006)
- Deadendz, 68 min, (2012-2023)